# Forte Fenil
Il forte Fenil si trova in Val di Susa (Piemonte) nel comune di Salbertrand.
Fu uno dei 4 forti che fungevano da supporto al Forte di Exilles in caso di attacco da parte di un esercito che avesse invaso la Valle della Dora di Cesana o la Conca di Bardonecchia (assieme al Fortino di Serre la Garde ed al Forte Sapé).

## Pianta
Il forte venne edificato a partire dal 1891 su un terrazzamento roccioso nei pressi della frazione Fenil di Salbertrand, agli inizi della Strada militare Fenil - Pramand - Föens - Jafferau e constava di un edificio a pianta quadrata (circa 75 m. ogni lato) e circondato da un fossato su 3 lati e difeso agli spigoli da altrettante caponiere. Si accedeva al forte tramite un ponte per matà fisso e per l'altra metà levatoio.
Il forte aveva 3 piani e sull'ultimo piano fuori terra vi erano 8 cannoni 12 ARC/Ret disposti in un'unica casamatta lineare rivolti con la bocca di fuoco verso la pianura di Oulx e la strattoia di Pont Ventoux (Salbertrand); il tutto era mascherato da bastionature in terra battuta che scendevano degradandosi fino a confondersi col terreno circostante.
La casamatta venne costruita, differentemente dal progetto originario, con delle corazze costituite da lastre in ghisa dallo spessore di 22 cm per resistere e deviare gli aventuali colpi nemici che avessero colpito il forte; sopra le lastre vi era una colata in calcestruzzo e terra che, nella parte inferiore, andava a formare un piccolo spalto di protezione. Nella parte posteriore della casamatta vi era una galleria di servizio con 8 grandi finestroni che permettevano il ricambio dell'aria di sparo dei cannoni. Nell'angolo sud-est del forte, inoltre, erano state costruite 2 casematte più piccole armate con cannoni 87B puntati verso sud (verso il Forte Sapé) e, accanto, la stazione per il telegrafo ottico.
Nai piani inferiori dell'edificio vi erano le camerate per le truppe e gli ufficiali, le cucine, i locali "tecnici" ed i vani di caricamento dei proiettili che erano collegati con la casamatta sul tetto tramite montacarichi manuali.
Come in quasi tutti i forti della zona (eccetto il Pramand e pochi altri), durante la prima guerra mondiale i cannoni del forte Fenil vennero asportati per essere utilizzati sul Fronte Orientale. Al termine della Grande Guerra il forte non venne più dotato di cannoni e, durante il secondo conflitto mondiale, venne adibito a deposito di munizioni per le postazioni occasionali che erano situate nelle zone circostanti.
La Batteria di Case Garde era una batteria semi-campale costruita nel 1898 (l'ultima fortificazione della Piazza di Exilles ad essere costruita) a monte delle Grange Hubert, nel comune di Salbertrand.
Si trattava di una serie di 4 piazzuole in barbetta sistemate in rialti e ciascuna dotata di un cannone da 149 G puntati verso il lato opposto della Valle di Susa con campo di tiro tra il Forte Pramand ed il Serre du Crin. Accanto alle postazioni vi erano dei piccoli edifici adibiti a magazzino per il materiale e le cariche; non era presente un magazzino per l'artiglieria in quanto era previsto che il munizionamento fosse di una sola giornata di fuoco data la vicinanza al Forte Fenil, dal quale la batteria dipendeva. Per questo seguì le sorti del Forte Fenil, venne disarmata in corrispondenza della prima guerra mondiale e non venne più riarmata ma abbandonata.

## Il forte oggi
In seguito alla sconfitta dell'Italia nella seconda guerra mondiale il forte venne disarmato e fu venduto alla congregazione delle suore Figlie di Maria Ausiliatrice che l'hanno, successivamente, trasformato in casa per colonie estive.
Attualmente il forte non è visitabile; dall'esterno (dalla strada ex militare si possono però ancora vedere le strutture, le grandi fenestrature della galleria al terzo piano e le 2 casematte in cui vi erano i 2 cannoni 87B. La lunga casamatta corazzata al terzo piano è stata rimossa quando il forte venne disarmato ed il fossato è stato riempito ed il ponte semi-levatoio rimosso.